# Huaban
Huaban (kinesiska: 花板乡, 花板) är en socken i Kina. Den ligger i provinsen Sichuan, i den sydvästra delen av landet, omkring 240 kilometer öster om provinshuvudstaden Chengdu. Antalet invånare är 9 533. Befolkningen består av 4 631 kvinnor och 4 902 män. Barn under 15 år utgör 22,0 %, vuxna 15-64 år 62 %, och äldre över 65 år 14,0 %.
Genomsnittlig årsnederbörd är 1 445 millimeter. Den regnigaste månaden är september, med i genomsnitt 264 mm nederbörd, och den torraste är december, med 13 mm nederbörd.